# Tabanus explicatus
Tabanus explicatus är en tvåvingeart som beskrevs av Walker 1854. Tabanus explicatus ingår i släktet Tabanus och familjen bromsar. Inga underarter finns listade i Catalogue of Life.